# قصر المرادية
قصر المرادية هو مقر الإقامة والرئاسة لرئيس الجمهورية الجزائرية، وهو المقر الرسمي والمركزي لأعلى سلطة في البلاد، ويعتبر أشهر القصور الرئاسية في الجزائر، والذي يستقبل فيه رئيس الجمهورية في الجزائر الوفود الرسمية الزائرة ويقع في المرادية، ويُعد مركز القرار في الجزائر. احتضن 12 رئيسا جزائريا منذ استقلال البلاد سنة 1962 إلى اليوم.

## التاريخ
يعتبر إرث عثماني كان مقر لداي، يحتوي على المئات من الحجر إضافة إلي شقق (سويت) رئاسية خاصة وقاعات بالغة الضخامة، تم تأثيث حجرات المبنى بأثاث فاخر وتحديدا من طرازي مغاربي، أما القاعة المركزية الكبرى فقد كانت مكلفة فقد وضعت بها ثريات ضخمة من الكريستال تحاكي الطراز المغاربي، أما في الجهات الأخرى من القاعة الكبرى توجد قاعة طعام فاخرة تكفي 300 مقعدا على الأقل وقاعة أخرى للاجتمعات، أما الأثاث الذي كان من خشب الماهوجني، وأثاثا من خشب البلوط، مكتب الرئيس الفخم وقاعات الاجتماعات مع الوزراء مكاتب الإدارة ومطابخ متطورة، به حراسة مشددة من أمن الرئاسة والحرس الجمهوري.

## الهندسة الداخلية

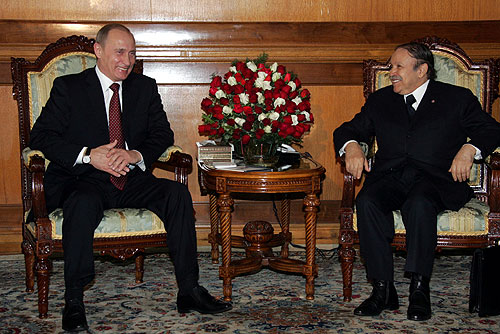
الرئيس بوتفليقة والرئيس الروسي في قاعة الاستقبال في قصر المرادية

أن المدخل الرائع على الطراز الأندلسي لعدد من العناصر، أولاً شكل الباب ذو القوس العلوي بخامة الخشب التي تشبه البيوت الأندلسية القديمة، على جانبي المدخل نرى فانوسين أرضيين رائعين، ويعلو الباب وفي منتصف صالة المدخل نرى مصباح نحاسي أنيق كما تنتشر وحدات الإضاءة المختلفة في أرجاء المدخل، عنصر من عناصر الطراز العربي تم عمله من الموزايك الجميل كما احتوى تصميمه على شكل عقد جميل وتفاصيل هندسية رائعة، تم تزينه بفانوس نحاسي رائع يعطيه أجواء ساحرة، طاولة من الموزايك ذات أشكال هندسية واسلامية مميزة، يغلب الجمال والسحر على الأجواء العامة بفضل استخدام عناصر إضاءة بسيطة بمصابيح ذات تصميم اندلسي مميز، من أهم العناصر البيئية المميزة للعمارة الإسلامية هي وجود فناء داخلي، فهنا تم الحفاظ على وجود هذا العنصر المهم مع عمل نافورة رائعة تعطيه جمالاً كما أنها تعمل على خفض درجة حرارة الجو.

## الموظفين

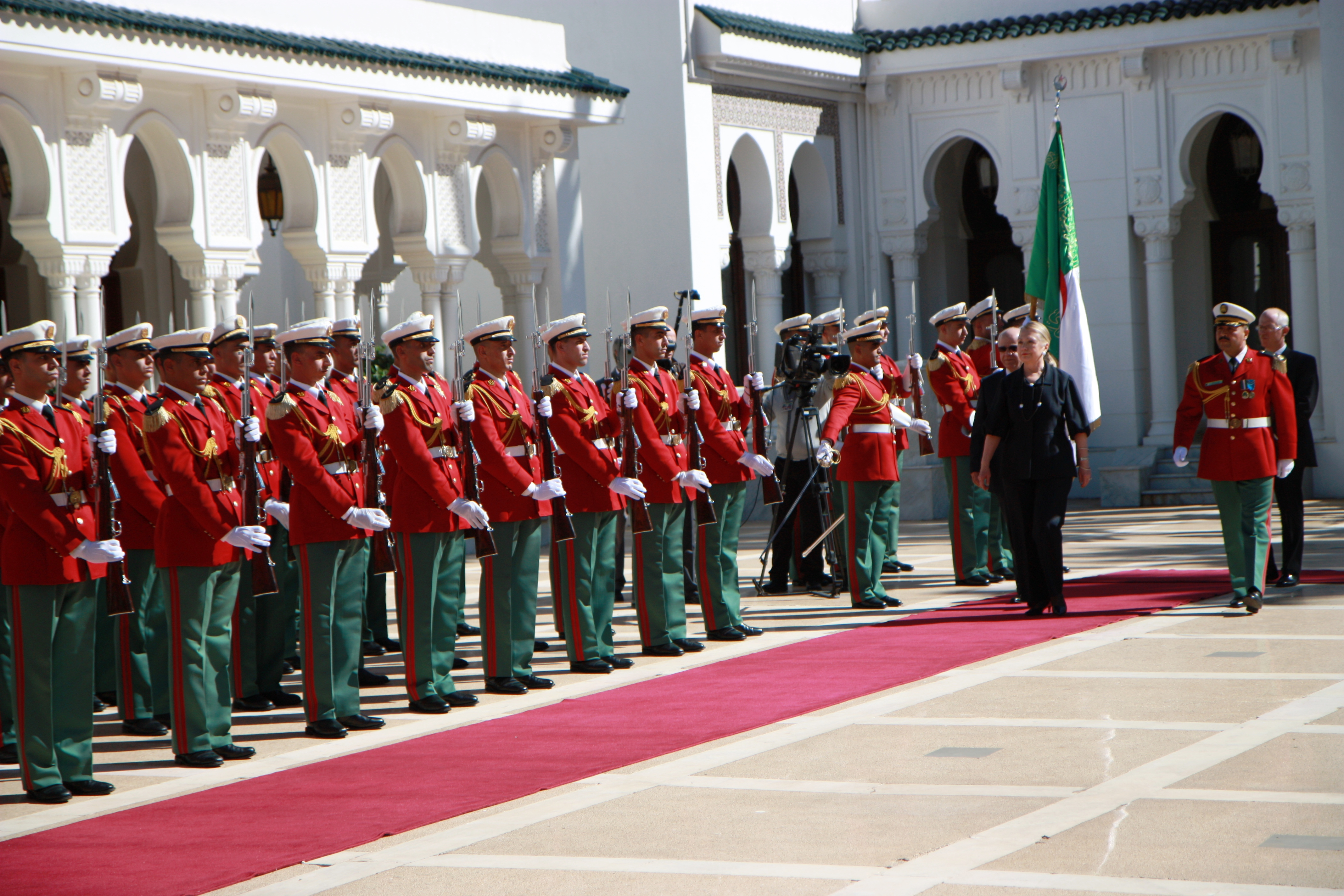
الحرس الجمهوري الجزائري يستقبل الضيوف في قصر المرادية

حوالي 4000 شخص يعملون في القصر، جلهم من الحرس الجمهوري الجزائري، حيث يطوق بحراسة خاصة، وبآلاف الجنود لحراسة القصر وعملاء خدمة الأمن الرئاسي

## وصلات خارجية
- الموقع الرسمي لرئاسة
- صور القصر من الداخل